# IC 127
IC 127 ist eine Spiralgalaxie vom Hubble-Typ Sb im Sternbild Walfisch südlich der Ekliptik. Sie ist schätzungsweise 91 Millionen Lichtjahre von der Milchstraße entfernt und hat einen Durchmesser von etwa 45.000 Lj. Die Entfernungsmessungen basierend auf den Radialgeschwindigkeiten stimmen nicht mit den rotverschiebungsunabhängigen Entfernungsschätzungen von 130 ± 4 Millionen Lichtjahren überein. 

Die Galaxie ist Mitglied der NGC 584-Gruppe, zu der NGC 586, NGC 596, NGC 600, NGC 615 und NGC 636 gehören.
Das Objekt wurde am 14. Dezember 1892 vom französischen Astronomen Stéphane Javelle.